# سايبر بانك 2077
سايبر بانك 2077 (بالإنجليزية: Cyberpunk 2077) هي لعبة تقمص أدوار تلعب من منظور الشخص الأول طُورت من قبل سي دي بروجكت ريد وتتوفر الآن على أجهزة ويندوز، بلاي ستيشن 4 وإكس بوكس ون. اللعبة من نشر سي دي بروجكت. مستوحاة من لعبة سيبربنك 2020. تقع أحداث اللعبة في ولاية كاليفورنيا الفاسدة والمقسمة لست مناطق رئيسية. يتحكم اللاعب بشخصية مرتزق اسمه «في». عدد العاملين على تطوير اللعبة أكبر من عدد الذين عملوا ذا ويتشر 3: وايلد هانت وافتتحت شركة سي جي بروجكت فرعا جديداً في مدينة فروتسواف من أجل المساندة في تطوير اللعبة.

## طريقة اللعب
تتألف المدينة العالمية المفتوحة Night City ، كاليفورنيا من ست مناطق - مركز المدينة التجاري، واتسون الذي يسكنه المهاجرون، وستبروك الفاخر، وضواحي هيوود، وباسيفيكا التي تنتشر فيها العصابات، وسانتو دومينغو الصناعية. يمكن أيضًا استكشاف المنطقة المحيطة بمدينة Night City ، Badlands. يتنقل V(أسم اللاعب) بهذه المواقع سيرًا على الأقدام وفي المركبات، وهي قابلة للتخصيص وتخضع إما لمشاهدة الشخص الأول أو الشخص الثالث. تسمح السيارات ذاتية الحكم لـ V بالتركيز على القتال بدلاً من القيادة أثناء المشاركة في إطلاق النار. يمكن دهس المشاة بواسطة المركبات. محطات الراديو متاحة للاستماع إليها. تؤثر دورة الليل والنهار الكاملة والطقس الديناميكي على الطريقة التي يتصرف بها الأشخاص ذوو الأهمية القصوى. يمكن شراء الشقق واستخدامها كقواعد منزلية، حيث يقوم V بإحضار الأسلحة، واللباس، واستخدام جهاز الكمبيوتر، وإعادة NPCs لممارسة النشاط الجنسي. تتميز اللعبة بشخصيات غير ناطقة باللغة الإنجليزية؛ يمكن للاعبين الذين لا يتحدثون اللغات شراء زرع المترجم لفهمها بشكل أفضل. يسمح "Braindance"، وهو جهاز تسجيل رقمي يتم بثه مباشرة إلى المخ، لشخصية اللاعب بتجربة المشاعر وعمليات الدماغ وحركات العضلات لشخص آخر كما لو كانت خاصة بهم. يتم استخدام حوارات المتفرعة للتفاعل مع NPCs واتخاذ الإجراءات في المهام. يتم الحصول على نقاط الخبرة من المهام الرئيسية وتغذية الإحصائيات، بينما تسفر المهام الجانبية عن «رصيد الشارع» وتفتح المهارات والبائعين والأماكن وأسئلة إضافية. يتم الحصول على المهام من الشخصيات المعروفة باسم المثبتات. طوال اللعبة، يتم مساعدة V بواسطة العديد من الصحابة. تستخدم المواد الاستهلاكية، مثل المشروبات الغازية، للشفاء، ويمكن فحص الأشياء في مخزون V. ] تشمل الألعاب الصغيرة القرصنة والملاكمة وسباق السيارات، فنون القتال، وميادين الرماية. تظهر رسائل «انتهت اللعبة» فقط عند نقطة الموت؛ إذا فشل السعي، فإن اللعبة تتحرك على نفس المنوال.وكالة لاعب والاختيار يؤدي إلى نهايات مختلفة.

## روابط خارجية
- سايبر بانك 2077 على موقع IMDb (الإنجليزية)